# Мчаді

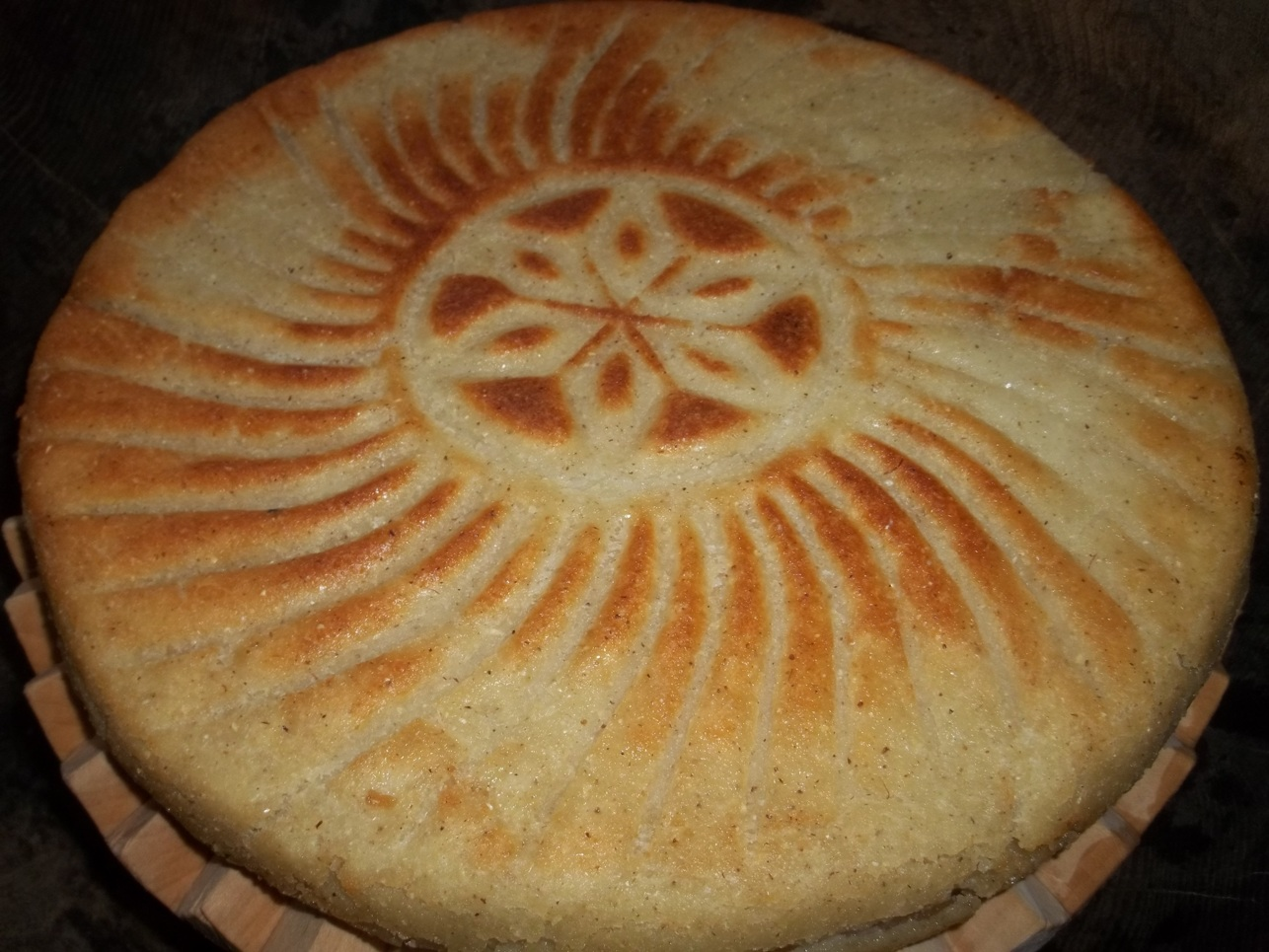
Рачинський мчаді з шинкою

Мчаді (груз. მჭადი; мегр. ჭკიდი) — грузинський кукурудзяний коржик, уживаний в Західній Грузії як хліб, так само як і гомі. Може бути й самостійною стравою.
Також може називатися — чаді (груз. ჭადი).

## Опис
Коржик мчаді прісний і за консистенцією — щільний. При їжі ламається руками.
Випікається з кукурудзяного борошна і води. Може містити начинки: або імеретинський сир, або відварну квасолю з додаванням ріпчастої або зеленої цибулі та зелені кінзи і петрушки. У Сванетії поширені мчаді з сиром, якщо він несолоний, в тісто додається сіль. У Верхній Сванетії такі коржі називаються чвіштарі, в Нижній Сванетії — лукнарі.
Випікається (смажиться на олії) традиційно в глиняній сковороді кеці. Нині мчаді також може готуватися в чавунній сковороді, або на деці в духовій шафі або печі.
За стародавнім грузинським звичаєм матері готували дітям кукурудзяні коржі з відбитком своєї руки «дедіс хелі» (рука матері), такі коржі брали в далеку дорогу.

## Мчаді в літературі
Мчаді знаходить місце і в літературних творах. Так грузинський письменник Нодар Думбадзе у своєму романі «Я бачу сонце» описує процес приготування мчаді, а також порівнює його з Сонцем, Місяцем, млиновим жорном і точильним каменем. Поет Важа Пшавела у своїй «Різдвяної історії» (груз. საშობაო ამბავი) розповідає, як радіє мчаді голодна людина.